# Ітакура Ко
Ітакура Ко (яп. 板倉 滉; нар. 27 січня 1997) — японський футболіст, що грає на позиції захисника за менхенгладбахську «Боруссію» та збірну Японії.

## Клубна кар'єра
У дорослому футболі дебютував 2015 року виступами за команду клубу «Кавасакі Фронтале».

## Кар'єра в збірній
З 2017 року залучався до складу молодіжної збірної Японії, з якою брав участь у молодіжних чемпіонатах світу 2017.
Дебютував 2019 року в офіційних матчах у складі національної збірної Японії. Наразі зіграв у формі головної команди країни 12 матчів, відзначившися 1 голом.
| Дата       | Місто         | Господарі | Результат | Гості             | Турнір                       | Голи | Примітки |
| ---------- | ------------- | --------- | --------- | ----------------- | ---------------------------- | ---- | -------- |
| 20-6-2019  | Порту-Алегрі  | Уругвай   | 2 – 2     | Японія            | Копа Америка 2019 - 1-й етап | -    |          |
| 24-6-2019  | Белу-Оризонті | Еквадор   | 1 – 1     | Японія            | Копа Америка 2019 - 1-й етап | -    | 88'      |
| 5-9-2019   | Касіма        | Японія    | 2 – 0     | Парагвай          | товариський матч             | -    | 76'      |
| 13-11-2020 | Грац          | Японія    | 1 – 0     | Панама            | товариський матч             | -    |          |
| 28-5-2021  | Тіба          | Японія    | 10 – 0    | М'янма            | Відбір до ЧС 2022            | 1    |          |
| 27-1-2022  | Сайтама       | Японія    | 2 – 0     | КНР               | Відбір до ЧС 2022            | -    |          |
| 1-2-2022   | Сайтама       | Японія    | 2 – 0     | Саудівська Аравія | Відбір до ЧС 2022            | -    | 21'      |
| 24-3-2022  | Сідней        | Австралія | 0 – 2     | Японія            | Відбір до ЧС 2022            | -    |          |
| 2-6-2022   | Саппоро       | Японія    | 4 – 1     | Парагвай          | товариський матч             | -    | 46'      |
| 6-6-2022   | Токіо         | Японія    | 0 – 1     | Бразилія          | товариський матч             | -    |          |
| 10-6-2022  | Кобе          | Японія    | 4 – 1     | Гана              | товариський матч             | -    | 46'      |
| 14-6-2022  | Суйта         | Японія    | 0 – 3     | Туніс             | товариський матч             | -    |          |
| Усього     |               | Матчів    | 12        |                   | Голів                        | 1    |          |

## Титули і досягнення
- Переможець Юнацького (U-19) кубка Азії: 2016
- Срібний призер Азійських ігор: 2018